# Ulrich Robeiri
Ulrich Robeiri (* 26. října 1982 Cayenne, Francouzská Guyana) je francouzský sportovní šermíř kreolského původu, který se specializuje na šerm kordem.
Francii reprezentuje od počátku nového tisíciletí. Jeho největším úspěchem mezi jednotlivci je titul mistra světa v roce 2014. V roce 2004 a 2008 startoval na letních olympijských hrách, ale mezi jednotlivci se neprosadil. Byl však oporou francouzského družstva, se kterým vybojoval tituly mistra světa a Evropy a svůj druhý olympijský start v roce 2008 proměnil s družstvem kordistů ve zlatou olympijskou medaili.